# Carl von Lucam
Carl Ritter von Lucam (* 18. Mai 1826 in Wien; † 27. August 1907 in Kalksburg) war ein österreichischer Bank- und Versicherungsmanager.

## Leben

### Herkunft und Familie
Carl von Lucam entstammte einer niederösterreichischen Patrizierfamilie, die 1749 nobilitiert wurde. Er war ein Sohn des Wiener Hofbuchhaltereioffizials Christian von Lucam († 1845). Seine Brüder waren ebenfalls Bankbeamte (Christian, 1820–1845) und Wilhelm (1820–1900).

### Werdegang und Wirken
Nach seiner Schulausbildung kam er 1849 in die Erste österreichische Spar-Casse, 1819 gegründet, und wurde 1865 Mitglied des Verwaltungsrats des Unternehmens. In den Jahren von 1866 bis 1870 war er Mitglied des Direktoriums und im Anschluss daran leitender Beamter (Referent) der Ersten österreichischen Spar-Casse und der ihr angeschlossenen allgemeinen Versorgungsanstalt und Pfandbriefanstalt. 1886 übernahm er den Posten des Direktors der allgemeinen Versorgungsanstalt. Lucams Hauptverdienst besteht in der Gründung einer „Hypothekenkasse“, die im Zusammenhang mit der Sparkasse stand. Darüber hinaus arbeitete er die Statutenänderung aus, als deren Folge ab 1872 in Wien fünf Filialen der Spar-Casse gegründet wurden. Er war Präsident der Lebensversicherungsgesellschaft Allgemeine wechselseitige Captialien- und Rentversicherungsanstalt, die 1839 in Wien von dem Mathematikprofessor Josef Salomon gegründet und später in „Janus wechselseitige Lebensversicherung-Anstalt“ umbenannt wurde. Sie gilt als die zweite Wurzel der Wiener Städtischen Versicherung.
1862 heiratete er Anna Egger, die Präsidentin des Wiener Frauen-Erwerb-Vereins.

### Auszeichnungen
- Orden der Eisernen Krone III. Klasse[2]